# Памятник Мичурину (Мичуринск, площадь Мичурина)
Памятник И. В. Мичурину установлен Мичуринске на площади Мичурина. Авторы монумента — скульптор М. Г. Манизер и архитектор И. Г. Лангбард. Памятник был торжественно открыт 7 июня 1950 года. Он имеет статус памятника монументального искусства федерального значения.

## История
Открытие памятника было приурочено к 15-летию со дня смерти биолога и селекционера И. В. Мичурина. 7 июня 1950 года на торжественную церемонию открытия памятника на площади Мичурина собрались более 30 тысяч человек. Открывал митинг председатель Тамбовского областного совета депутатов трудящихся П. Ф. Морозов. С речью выступил председатель Тамбовского областного комитета ВКП(б) И. А. Волков. Затем И. А. Волков вместе с селекционером И. С. Горшковым перерезали ленту и под гимн Советского Союза с памятника было снято покрывало. На митинге с речами также выступали вице-президент Всесоюзной академии сельскохозяйственных наук имени Ленина В. П. Мосолов, садовод сельхозартели имени XVII партсъезда А. И. Азовцев и другие.
На гранитном постаменте установлена бронзовая фигура И. В. Мичурина. Он изображён в полный рост с яблоком в руке. Общая высота памятника составляет 12,5 м, высота скульптуры — 5 м. Авторы монумента — скульптор М. Г. Манизер и архитектор И. Г. Лангбард.